# Saison 2023 de Súper Rugby Américas
Navigation
2022 2024
La saison 2023 du Súper Rugby Américas est la 4e édition de la compétition qui se déroule du 17 février au 9 juin 2023. Elle oppose sept équipes d'Amérique du Sud et du Nord.

## Contexte
Le 23 décembre 2022, un nouveau format est annoncé pour l'édition 2023 : renommée Súper Rugby Américas, d'après la marque internationale Super Rugby, la compétition s'ouvre au reste du continent américain avec l'intégration d'une équipe des États-Unis, les American Raptors. Le projet de création d'une équipe canadienne est finalement abandonné, tandis que la participation des Jaguares d'Argentine et des Cafeteros Pro de Colombie n'est pas reconduite. L'Argentine compte néanmoins deux équipes, avec le retour de Ceibos en tant que Dogos XV, et l'ajout des Pampas. L'équipe paraguayenne des Olimpia Lions change également d'identité, devenant le Yacare XV,.
Alors que les premières années ont été jouées dans le contexte chaotique de la pandémie de Covid-19, l'édition 2023 est la première à se dérouler en matchs aller-retour et où les équipes jouent effectivement à domicile.

## Liste des équipes
| Équipe           | Ville        | Pays       | Stade                                | Capacité | Début en SLAR |
| ---------------- | ------------ | ---------- | ------------------------------------ | -------- | ------------- |
| American Raptors | Glendale     | États-Unis | Infinity Park                        | 5 000    | 2023          |
| Cobras           | São Paulo    | Brésil     | Stade Nicolau-Alayon                 | 9 600    | 2020          |
| Dogos XV         | Córdoba      | Argentine  | Tala Rugby Club                      | 4 000    | 2020          |
| Yacare XV        | Asuncion     | Paraguay   | Estadio Héroes de Curupayty (en)     | 3 000    | 2020          |
| Pampas           | Buenos Aires | Argentine  | Club Atlético San Isidro             | 5 000    | 2023          |
| Peñarol Rugby    | Montevideo   | Uruguay    | Stade Charrúa                        | 14 000   | 2020          |
| Selknam          | Santiago     | Chili      | Estadio Municipal de La Pintana (en) | 5 000    | 2020          |

## Classement
| Rang | Club             | J  | V  | N | D  | Bo | Bd | Pm  | Pe  | Diff | Pts |
| ---- | ---------------- | -- | -- | - | -- | -- | -- | --- | --- | ---- | --- |
| 1    | Peñarol Rugby    | 12 | 10 | 0 | 2  | 9  | 2  | 406 | 225 | +181 | 51  |
| 2    | Dogos XV         | 12 | 9  | 0 | 3  | 10 | 0  | 368 | 303 | +65  | 46  |
| 3    | Pampas           | 12 | 8  | 0 | 4  | 3  | 1  | 331 | 229 | +102 | 37  |
| 4    | Yacare XV        | 12 | 7  | 0 | 5  | 6  | 1  | 305 | 308 | -3   | 35  |
| 5    | Selknam          | 12 | 4  | 0 | 8  | 5  | 2  | 264 | 272 | -8   | 23  |
| 6    | American Raptors | 12 | 2  | 0 | 10 | 6  | 2  | 282 | 458 | -176 | 17  |
| 7    | Cobras           | 12 | 2  | 0 | 10 | 6  | 3  | 268 | 429 | -161 | 13  |

|  | Qualifiés pour les demi finales (no 1, no 2, no 3, no 4) |

## Résultats détaillés
L'équipe qui reçoit est indiquée dans la colonne de gauche.
| Résultats (▼dom., ►ext.) | AME   | COB   | DOG   | PAM   | PEN   | SEL   | YAC   |
| American Raptors         | —     | 40-43 | 24-37 | 0-63  | 37-50 | 26-22 | 37-44 |
| Cobras                   | 34-38 | —     | 14-31 | 21-41 | 15-38 | 30-24 | 14-34 |
| Dogos XV                 | 40-32 | 45-29 | —     | 34-29 | 35-41 | 24-10 | 30-24 |
| Pampas                   | 27-16 | 38-14 | 11-29 | —     | 20-19 | 19-23 | 25-24 |
| Peñarol Rugby            | 28-19 | 33-7  | 33-15 | 10-16 | —     | 31-8  | 45-12 |
| Selknam                  | 45-10 | 33-17 | 11-19 | 34-20 | 24-35 | —     | 19-20 |
| Yacare XV                | 25-3  | 34-30 | 45-29 | 5-22  | 17-43 | 21-11 | —     |

- Victoire à domicile
- Match nul
- Victoire à l'extérieur

## Phase finale
|  | Demi-finales  | Demi-finales  | Demi-finales | Demi-finales |               |               | Finale      | Finale      | Finale      | Finale      |
|  |               |               |              |              |               |               |             |             |             |             |
|  | 2 juin 2023   | 2 juin 2023   | 2 juin 2023  | 2 juin 2023  |               |               | 9 juin 2023 | 9 juin 2023 | 9 juin 2023 | 9 juin 2023 |
|  | Peñarol Rugby | Peñarol Rugby | 32           | 32           |               |               | 9 juin 2023 | 9 juin 2023 | 9 juin 2023 | 9 juin 2023 |
|  | Peñarol Rugby | Peñarol Rugby | 32           | 32           |               |               | 9 juin 2023 | 9 juin 2023 | 9 juin 2023 | 9 juin 2023 |
|  | Yacare XV     | Yacare XV     | 17           | 17           |               |               | 9 juin 2023 | 9 juin 2023 | 9 juin 2023 | 9 juin 2023 |
|  | Yacare XV     | Yacare XV     | 17           | 17           | Peñarol Rugby | Peñarol Rugby | 23          | 23          |             |             |
|  | 2 juin 2023   |               |              |              | Peñarol Rugby | Peñarol Rugby | 23          | 23          |             |             |
|  |               |               | Dogos XV     | Dogos XV     | 17            | 17            |             |             |             |             |
|  | Dogos XV      | Dogos XV      | Dogos XV     | Dogos XV     | 17            | 17            | 27          | 27          |             |             |
|  | Dogos XV      | Dogos XV      |              |              |               |               |             | 27          |             |             |
|  | Pampas        | Pampas        | 16           | 16           |               |               |             |             |             |             |
|  | Pampas        | Pampas        | 16           | 16           |               |               |             |             |             |             |

### Demi-finales
| 2 juin 2023 | Peñarol Rugby | 32 - 17 (22 - 3) | Yacare XV | Stade Charrúa, Montevideo Arbitre : Damián Schneider |
| 2 juin 2023 | Essai(s) : 4 Silva (22e, 29e), de pénalité (33e), Alonso (80e) Transformation(s) : 2 Etcheverry (30e), de pénalité (33e) Pénalité(s) : 2 Etcheverry (14e, 63e) Carton(s) jaune(s) : 1 Sanguinetti (37e) |                  | Essai(s) : 2 Sommer (42e), Inchauspe (64e) Transformation(s) : 2 Inchauspe (42e, 64e) Pénalité(s) : 1 Inchauspe (12e) Carton(s) jaune(s) : 2 Cacciabue (33e), Pomponio (37e) | Stade Charrúa, Montevideo Arbitre : Damián Schneider |
| 2 juin 2023 | |                  | | Stade Charrúa, Montevideo Arbitre : Damián Schneider |

| 2 juin 2023 | Dogos XV | 27 - 16 (17 - 16) | Pampas | Tala Rugby Club, Córdoba Arbitre : Francisco Gonzalez |
| 2 juin 2023 | Essai(s) : 3 Salim (18e, 68e), Mernes (20e) Transformation(s) : 3 Hernandez (18e, 20e, 68e) Pénalité(s) : 2 Hernandez (38e), Baronio (76e) |                   | Essai(s) : 1 Albanese (31e) Transformation(s) : 1 de la Vega (31e) Pénalité(s) : 1 de la Vega (12e) Drop(s) : 1 de la Vega (3e, 14e) | Tala Rugby Club, Córdoba Arbitre : Francisco Gonzalez |
| 2 juin 2023 | |                   | | Tala Rugby Club, Córdoba Arbitre : Francisco Gonzalez |

### Finale
| 9 juin 2023 | Peñarol Rugby | 23 - 17 (17 - 0) | Dogos XV | Stade Charrúa, Montevideo 9 000 spectateurs Arbitre : Damián Schneider |
| 9 juin 2023 | Essai(s) : 2 Péculo (en) (17e), Alvarez (33e) Transformation(s) : 2 Etcheverry (17e, 33e) Pénalité(s) : 1 Etcheverry (25e) Drop(s) : 1 Etcheverry (55e) Carton(s) jaune(s) : 2 Sanguinetti (42e), Deus (68e) |                  | Essai(s) : 2 Giudice (46e), de pénalité (68e) Transformation(s) : 2 Hernandez (46e), de pénalité (68e) Pénalité(s) : 1 Hernandez (76e) | Stade Charrúa, Montevideo 9 000 spectateurs Arbitre : Damián Schneider |
| 9 juin 2023 | |                  | | Stade Charrúa, Montevideo 9 000 spectateurs Arbitre : Damián Schneider |